# コンパニー・ナショナル・ア・ポトファイ
コンパニー・ナショナル・ア・ポトファイ（CNP：フランス語でCompagnie Nationale à Portefeuille）は、ベルギーの金融持株会社であり、様々な企業の株式を保有する。CNPは、グループ・ブリュッセル・ランバートと共に、著名な投資家であるアルベール・フレール男爵一族の支配する投資会社の一つである。